# Liste der Monuments historiques in Lissey
Die Liste der Monuments historiques in Lissey führt die Monuments historiques in der französischen Gemeinde Lissey auf.

## Liste der Objekte
| Bezeichnung                                         | Beschreibung | Standort                     | Kennzeichnung | Schutzstatus | Datum | Bild |
| --------------------------------------------------- | --- | ---------------------------- | ------------- | ------------ | ----- | ---- |
| Hauptaltar                                          | Altartisch, Retabel, Gemälde Taufe Chlodwigs durch den heiligen Remigius, Skulptur Madonna mit Kind, Ziborium und Triumphbogen; Marmor, Stein und Holz, farbig gefasst, sowie Ölfarbe auf Leinwand, um 1780 | in der Kirche St-Rémi (Lage) | PM55000342    | Classé       | 1968  |      |
| Epitaph für Nicolas Hippolitte und Nicolas de Jarny | Marmor, angefertigt um 1774, bezeichnet 1783 | in der Kirche St-Rémi (Lage) | PM55002011    | Inscrit      | 1992  |      |